# Handover
Als Handover oder Verbindungsübergabe (engl. Handover – Ablieferung, Übergabe) bezeichnet man einen Vorgang in einem mobilen Telekommunikationsnetz (zum Beispiel GSM oder UMTS), bei dem das mobile Endgerät (Mobilstation) während eines Gesprächs oder einer Datenverbindung ohne Unterbrechung dieser Verbindung von einer Funkzelle in eine andere wechselt. Im US-amerikanischen Sprachgebrauch ist der Begriff Handoff geläufiger.

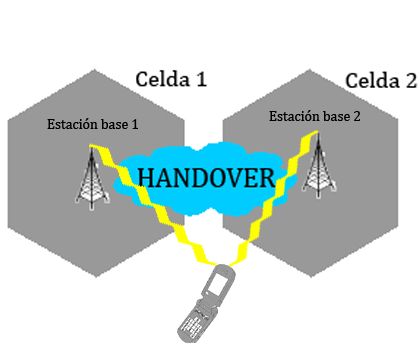
Handover zwischen zwei Funkzellen

Während eines Gesprächs oder einer Datenverbindung kann die Notwendigkeit entstehen, die Verbindung an eine andere Funkzelle zu übergeben. Der häufigste Grund hierfür ist, dass der Teilnehmer sich aus dem Versorgungsgebiet der aktuell benutzten Zelle herausbewegt. Aber auch die Qualität des Funkkanals, die Auslastung der aktuell benutzten Zelle, die Entfernung zur Zelle oder Wartungsarbeiten können einen Handover erforderlich machen.
Das Endgerät führt ständig Messungen der Signalstärke und -qualität der aktuellen Zelle sowie der Feldstärke der Nachbarzellen durch – bei GSM misst es die Empfangssignalstärke des Broadcast Control Channel (BCCH). Die Messergebnisse werden an den Base Station Controller (BSC) gesendet (bei GSM alle 480 ms). Im BSC wird dann die Entscheidung über die Notwendigkeit eines Handovers getroffen. Bevor das Handover durchgeführt werden kann, muss durch den BSC, der für die Zielzelle zuständig ist, ein passender Kanal reserviert werden. Erst wenn dies erfolgreich war, kann der BSC der Mobilstation den Handover-Befehl geben.
In den meisten Mobilfunksystemen gibt es eine Fülle von Systemparametern, die den Beginn und den Verlauf eines Handovers beeinflussen. Die zu treffenden Abgleiche unterscheiden sich nach Art des Handovers. In UMTS etwa lässt sich die Qualität der Funkverbindung (call quality) auf Kosten der Netzkapazität verbessern, indem die Mobilstation öfter im soft Handover ist, also öfter mit mehreren Basisstationen gleichzeitig verbunden ist. Eine gleichzeitige Verbesserung der Qualität der Funkverbindung und der Netzkapazität kann zum Beispiel durch die Optimierung der Basisstationsantennenparameter erreicht werden.
Ein Handover erfolgt grundsätzlich nur während eines Gesprächs oder einer Datenverbindung. Solange das Endgerät keine Verbindung hält (Gerät in „Standby“, idle mode), trifft die Mobilstation anhand der vom Netz vorgegebenen Parameter selbständig die Entscheidung über einen Zellwechsel.

## Gründe für Handover
Es gibt unterschiedliche sogenannte „Trigger“ (Auslöser) für Handover-Vorgänge:
- Durch Bewegung kommt der Teilnehmer in ein Gebiet, in dem eine Nachbarzelle mit besserer Empfangssignalstärke oder -qualität als die der aktuellen Zelle empfangen wird.
- Die Signalstärke oder Qualität sinkt unter eine definierte Schwelle und gleichzeitig liegt die Empfangsfeldstärke einer Zelle (eines anderen Systems) über einer definierten Schwelle. Ein weiterer Parameter zum Schwellwert ist eine Hysterese, die eine nächste Basisstation nur dann auswählt, wenn sie mindestens ein um den Hysteresewert besseres Signal liefert.
- Die Empfangsqualität (gemessen anhand der Bitfehler- oder Rahmenfehlerrate) sinkt unter eine definierte Schwelle (quality handover).
- Aus Gründen der besseren Verkehrsverteilung (z. B. bei Überlastung einer Zelle) veranlasst das Netz einen Handover.
- Gespräche von sich schnell bewegenden Teilnehmern sollen von kleinen (hot-spot) Zellen in Zellen mit großer Zellfläche verschoben werden, um die Signalisierung, die mit häufigen Handovern einhergeht, zu reduzieren und um die Wahrscheinlichkeit von Verbindungsabbrüchen zu reduzieren (velocity based handover).
- Bestimmte Dienste (z. B. GPRS oder HSCSD) sollen bevorzugt in bestimmten Zellen oder Zeitschlitzen abgewickelt werden (service based handover).

## Arten von Handover

### Unterscheidung nach beteiligten Netzelementen
Intra-Cell HandoverEs wird auf eine andere Frequenz oder einen anderen Zeitschlitz derselben Zelle gewechselt (GSM, GPRS).
Inter-Cell Handover (Intra-BSC Handover)Es wird zu einer Nachbarzelle gewechselt, die am selben BSC angeschlossen ist.
Inter-BSC Handover (Intra-MSC Handover)Beim Handover wird in eine Nachbarzelle gewechselt, die an einen anderen BSC, aber an das gleiche MSC angeschlossen ist.
Inter-MSC HandoverBeim Handover wird in eine Nachbarzelle gewechselt, die an einen anderen BSC angeschlossen ist, welcher wiederum an ein anderes MSC angeschlossen ist.
Inter-PLMN HandoverBeim Handover wird in eine Zelle eines anderen Mobilfunknetzes gewechselt.
Inter-System HandoverEs wird zu einer Zelle gewechselt, die eine andere Mobilfunktechnik benutzt (z. B. Handover zwischen GSM und UMTS).

### Unterscheidung nach steuerndem Netzelement
Network Controlled Handover (NCHO)Sowohl die Kanalmessung als auch die Entscheidung über ein Handover werden netzseitig getroffen. Diese Variante wird (bzw. wurde) bei analogen Systemen eingesetzt.
Mobile Assisted Handover (MAHO)Die Kanalmessung wird auf beiden Seiten des Links durchgeführt. Die Messergebnisse werden vom Mobilgerät ans Netz übermittelt, das darauf basierend eine Handoverentscheidung fällt. Diese Variante wird bei GSM und UMTS eingesetzt.
Mobile Controlled Handover (MCHO)Eine Kanalmessung wird nur endgeräteseitig durchgeführt. Basierend auf den Ergebnissen entscheidet ausschließlich das Mobilgerät über einen durchzuführenden Handover. Einsatz beispielsweise bei DECT oder Wireless LANs nach IEEE 802.11.

### Unterscheidung nach Art des Verbindungsübergangs
Hard HandoverDie bestehende Verbindung zur aktuellen Zelle wird vollständig getrennt, bevor die Verbindung zur neuen Zelle hergestellt wird. Da GSM-Nachbarzellen unterschiedliche Funkfrequenzen nutzen, sind GSM-Handover immer "hard handover" (Mobilfunkgerät muss Sende- und Empfangsfrequenz während des "handover" wechseln).
Soft HandoverDie Verbindung zur neuen Zelle wird aufgebaut, bevor die bestehende Verbindung getrennt wird. Für eine gewisse Zeit bestehen zwei gleichzeitige Verbindungen zu zwei Zellen. Dieses Verfahren wird beispielsweise bei UMTS eingesetzt (Nachbarzellen nutzen hier in der Regel die gleichen Funkfrequenzen). Gehören hierbei die Zellen, zwischen denen der Handover stattfindet, zu unterschiedlichen NodeBs, spricht man von "soft handover", eine Übergabe zwischen zwei Zellen desselben NodeBs wird als "softer handover" bezeichnet.